# Pooja Vastrakar
 Pooja Vastrakar (* 25. September 1999 in Shahdol, Indien) ist eine indische Cricketspielerin, die seit 2021 für die indische Nationalmannschaft spielt.

## Kindheit und Ausbildung
Als jüngste von sieben Geschwistern verstarb ihre Mutter, als sie 10 Jahre alt war. Mit Cricket in Kontakt kam sie beim Gully Cricket mit den Jungen in ihrer Nachbarschaft. Nachdem sie sich im örtlichen Stadion in die Übungsnetze begab, während die trainierenden Jungs sich dem Fitnesstraining widmeten, fiel sie einem örtlichen Coach auf und wurde ins reguläre Training übernommen. Zunächst sah sie sich als Batterin, doch als sie ins Madhya Pradesh aufgenommen wurde, zog sie sich eine Fingerverletzung zu und spielte daraufhin als Bowlerin.

## Aktive Karriere
Schon im Jahr 2016 kam sie einer Nationalmannschaftsnominierung nah, zog sich jedoch eine Rückenverletzung zu. Kurz darauf folgte eine Beinverletzung, so dass sie zurückgeworfen wurde. Im Oktober 2016 zog sie sich dann im nationalen Cricket eine Kreuzbandverletzung zu und musste operiert werden. Ihr Debüt in der Nationalmannschaft im WODI- und WTwenty20-Cricket gab sie im Februar 2018 bei der Tour in Südafrika. Bei der folgenden Tour gegen Australien konnte sie mit 51 Runs im ersten WODI ihr erstes Half-Century erzielen. Beim Asia Cup im Juni 2018 konnte sie dann 3 Wickets für 6 Runs gegen Malaysia erzielen. Trotz einer Knöchelverletzung im Herbst wurde sie für den ICC Women’s World Twenty20 2018 nominiert erlitt jedoch in einem Aufwärmspiel gegen die West Indies eine Knieverletzung und konnte nicht am Turnier teilnehmen. Auch beim ICC Women’s T20 World Cup 2020 war sie im Team, spielte jedoch kein Spiel.
Im Juni 2021 absolvierte sie bei der Tour in England ihren ersten WTest. Bei der Tour in Australien im September 2021 gelang ihr im dritten WODI 3 Wickets für 46 Runs und im ersten Innings des WTests 3 Wickets für 49 Runs. Ihr erstes Spiel bei einer Weltmeisterschaft spielte sie dann beim Women’s Cricket World Cup 2022 und konnte dabei ein Half-Century über 67 Runs gegen Pakistan erreichen und wurde dafür als Spielerin des Spiels ausgezeichnet. In ihrem zweiten Spiel bei dem Turnier gegen England erzielte sie dann 4 Wickets für 34 Runs. Im Juli 2022 bei der Tour in Sri Lanka erreichte sie im dritten WODI ein Fifty über 56* Runs.